# ペトルス・デ・クルーチェ
ペトルス・デ・クルーチェ（Petrus de Cruce）またはピエール・ド・ラ・クロワ（Pierre de la Croix）は、13世紀フランスの作曲家・音楽理論家・音楽学者。記譜法の発展に寄与した。

## 生涯
ペトルス・デ・クルーチェはフランス北部のアミアンに生まれたが、生年月日についてはわかっていない。すでに1290年には音楽活動をしていたようである。「マギステル」の称号を持っていたことから、パリ大学で学んだらしい。在職期間などから考えて、ケルンのフランコに師事したようである。1298年には、王室礼拝堂のために単旋律のオッフェルトリウムを作曲したことが記録されている。1301年から1302年にかけてアミアン司教の宮廷に、聖職者の一員として滞在したことは疑いようがない。おそらく王室礼拝堂の職員でもあったのだろう。没年は、1347年より前である。というのも、この年のアミアン大聖堂の財産目録において、彼が遺志によって残したというポリフォニー作品の自筆譜の保有について最初の記録がされているからである。同時代や、やや後代の評論家は、ペトルス・デ・クルーチェについて好意的に述べている。ペトルス・デ・クルーチェについて「メンスーラのポリフォニーによって美しくすぐれた作品をかくもたくさん作曲し、フランコの教えに従った、かのすぐれた実践的音楽家」と呼んだのは、ほかならぬ音楽理論家のジャック・ド・リエージュであった。

## 音楽理論への貢献
計量記譜法が発作的に発展をとげたのは13世紀を通じてであった。古いリガトゥーラないしはリズム・モードが、後述のようにさまざまな理由から、ポリフォニーのかつてなく微妙な表記に堪えうるものではなくなったからである。少なからぬ問題は、総譜のかたちにして記譜するより、各声部ごとに記譜して別々に製本するほうが安上がりだったので、そうするための方法を見つけなければならなかったということである。この方法は、1音符ごとの時価を表示することによって、信頼できる譜表の発達を巻き込むことになった。そのような解決の始まりがフランコ式記譜法であった。その通称は、音楽理論家ケルンのフランコにちなんでいる。理論書『計量音楽の技法 Ars cantus mensurabilis 』において、この体系の概略をまとめたのがフランコだったからである。
ロンガ（longa）、ブレヴィス（brevis）、セミブレヴィス（semibrevis）が、音価のセットとして理解され、互いに3つのグループに関連づけられる。二重ロンガ（duplex longa）は常にロンガ2個分に相当するが、ロンガ1個分は、「完全ロンガ longa perfecta」（ブレヴィス3個分）とも、あるいは「不完全ロンガ longa imperfecta」（この場合はブレヴィス2個分）ともなり得る。完全ロンガと不完全ロンガの判別は、前後関係しだいである。ブレヴィスはテンプス（"tempus"）と呼ばれる。「テンプス」とは、近代記譜法の「拍」または「単位拍」に該当する概念である。すなわち、完全テンプスは3拍子（または3連符）、不完全テンプスは2拍子（または2連符）ということになる。フランコ式記譜法によれば、ブレヴィス1個は、理論的にセミブレヴィス3個分（セミブレヴィス・ミノル）か2個分（セミブレヴィス・マイヨル）のどちらかということになる。ただしセミブレヴィス・マイヨルの場合は、セミブレヴィス・ミノルの倍の長さ（つまりブレヴィスの2/3の長さ）でなければならない。フランコ式記譜法では、音価を2等分するという規定や不完全テンプスという発想がまだなく、フィリップ・ド・ヴィトリが著書『（計量音楽の）新技法 Ars nova 』（1322年）の中でプロラツィオの概念を成文化するのを俟たざるを得なかった。（ちなみにヴィトリの書名が「アルス・ノヴァ」の由来である。）
1280年代になるまでに、トリプルム（モテートゥスなど多声音楽の最上声部）は、従来より速く、かつ独立して動くようになるにつれ、定旋律の置かれたテーノル声部（テノールの語源）の動きはより緩慢になり、補助的な声部となった。作曲家は、話すようなリズムをトリプルムに押しとどめたいと望んだので、テンプスをセミブレヴィス3つ分より細く分割する方法を探り出した。
このようなリズム分割を表記する方法の一つは、総譜にして、それぞれの声部を並行に書くことだった。トリプルム以外の2声部を検討すれば、テンプスが分かるからである。このやり方は、貴重な物資の浪費につながったであろうが、それでも従来とは違って、総譜がもはや選択肢にとどまるということは無くなる。
ブレヴィスの再分割は、近代記譜法で言うなら、連符（4連符、5連符、7連符、9連符･･････）に相当しよう。3分割以外の方法を強行したモテートゥスは、この荒業を最も駆使した先駆者にちなんで、「ペトルス風」の名で通った。その典型として最もよく知られる作品は、ペトルス・デ・クルーチェ作のポリテクストのモテートゥス「ある人達は慣習的に歌を作るが/長いこと私は歌わなかったが/示し Aucun ont trouvé chant par usage / Lonc tans me sui tenu de chanter / Annuntiantes」である。ペトルス・デ・クルーチェは、しばしば最高7分割まで試みた。また、セミブレヴィス同士のまとまりを「分割点」（プンクトゥス・ディヴィジオーニス、単にプンクトゥスとも）で取り囲み、こうすることでブレヴィスの長さに相当するグループが楽譜の読み手にも伝わるようにした。
ところで、プンクトゥス・ディヴィジオーニスは、フランコの「ディヴィジオ・モディ（divisio modi）」から発達した、本来はブレヴィスとセミブレヴィスの集合をグループ分けするための記号であり、したがって上記のような用法は、規定から外れていたことになる。しかも15世紀から16世紀にかけて、新たに付点記号が開発されると、付点と分割点の混乱をきたした（実際には、前後関係やテンプス、プロラツィオから見分けが付く）。ということは、実のところブレヴィス細分化のための分割点は、いたずらな混乱を招いただけの、無用の長物だったということになる。そもそもセミブレヴィスの走句が2つのリガトゥーラに挟まれていれば、明らかにグループ分けだからである。
それでもペトルス・デ・クルーチェの考案した、ブレヴィス分割の自由な用法は、音楽様式にとってはかり知れない意義があった。中世音楽のテクスチュアでは、音符の数が多くなればなるほど、トリプルムが3声部のうちで最も目立つ声部となり、残る2声部は補助的な役割に甘んぜざるを得なくなる。また、音符が多くなってテンプスの再分割が込み入ってくるほど、概してテンポは遅くなる。つまり、セミブレヴィスが、従来の慣習よりも遅く演奏されて真の単位拍となり、中・低声部はリズムの活力を失って、単にブレヴィスやロンガの連続体にすぎなくなるのである。